# Wahlbezirk Steiermark 5
Der Wahlbezirk Steiermark 5 war ein Wahlkreis für die Wahlen zum Abgeordnetenhaus im österreichischen Kronland Steiermark. Der Wahlbezirk wurde 1907 mit der Einführung der Reichsratswahlordnung geschaffen und bestand bis zum Zusammenbruch der Habsburgermonarchie.

## Geschichte
Nachdem der Reichsrat im Herbst 1906 das allgemeine, gleiche, geheime und direkte Männerwahlrecht beschlossen hatte, wurde mit 26. Jänner 1907 die große Wahlrechtsreform durch Sanktionierung von Kaiser Franz Joseph I. gültig. Mit der neuen Reichsratswahlordnung schuf man insgesamt 416 Wahlbezirke, wobei mit Ausnahme Galiziens in jedem Wahlbezirk ein Abgeordneter im Zuge der Reichsratswahl gewählt wurde. Der Abgeordnete musste sich dabei im ersten Wahlgang oder in einer Stichwahl mit absoluter Mehrheit durchsetzen. Der Wahlkreis Steiermark 5 umfasste die Städte, Märkte und Gemeinden Mariazell, Aflenz, Bruck an der Mur, Kapfenberg, Frohnleiten, Deutschfeistritz, Übelbach Markt, Kindberg Markt, Kindberg Land, Krieglach, Mitterdorf, Wartberg, Leoben, Sankt Peter bei Leoben, Trofaiach, Mürzzuschlag, Langenwang.
Aus der Reichsratswahl 1907 ging der Sozialdemokrat Alois Ausobsky als Sieger hervor. Er setzte sich mit 54,4 % bereits im ersten Wahlgang durch. Hinter ihm folgten Anton Fürst von der Deutschen Volkspartei mit 30,6 % und der Wiener christlich-soziale Politiker Leopold Kunschak mit 14,7 %. Bei der Reichsratswahl 1911 setzte sich Ausobskys Parteikollege Michael Schacherl ebenfalls im ersten Wahlgang durch. Er erzielte 56,8 % und verwies damit den deutsch-freiheitlichen Kandidaten Anton Werba mit 39,9 % auf den zweiten Platz.

## Wahlergebnisse

### Reichsratswahl 1907
Die Reichsratswahl 1907 wurde am 14. Mai 1907 (erster Wahlgang) durchgeführt. Die Stichwahl entfiel auf Grund der absoluten Mehrheit für Ausobsky im ersten Wahlgang.
| Kandidat                                                                      | Partei                             | Wahlkreisstimmen | Prozent |
| ----------------------------------------------------------------------------- | ---------------------------------- | ---------------- | ------- |
| Alois Ausobsky                                                                | Sozialdemokratische Arbeiterpartei | 6214             | 54,4 %  |
| Anton Fürst                                                                   | Deutsche Volkspartei               | 3492             | 30,6 %  |
| Leopold Kunschak                                                              | Christlichsoziale Partei           | 1675             | 14,7 %  |
|                                                                               | Sonstige Parteien                  | 39               | 0,3 %   |
| Wahlberechtigte: 13.102, Ungültige/Leere Stimmen: 55, Wahlbeteiligung: 87,6 % |                                    |                  |         |

### Reichsratswahl 1911
Die Reichsratswahl 1911 wurde am 13. Juni 1911 (erster Wahlgang) durchgeführt. Die Stichwahl entfiel auf Grund der absoluten Mehrheit für Schacherl im ersten Wahlgang.
| Kandidat                                                                       | Partei                             | Wahlkreisstimmen | Prozent |
| ------------------------------------------------------------------------------ | ---------------------------------- | ---------------- | ------- |
| Michael Schacherl                                                              | Sozialdemokratische Arbeiterpartei | 6217             | 56,8 %  |
| Anton Werba                                                                    | deutsch-freiheitlicher Kandidat    | 4374             | 39,9 %  |
|                                                                                | Alldeutsche Vereinigung            | 102              | 0,9 %   |
|                                                                                | Christlichsoziale Partei           | 51               | 0,5 %   |
|                                                                                | Sonstige Parteien                  | 92               | 0,8 %   |
| Wahlberechtigte: 14.604, Ungültige/Leere Stimmen: 118, Wahlbeteiligung: 75,0 % |                                    |                  |         |